# Dolmen de la Siureda
El Dolmen de la Siureda (de siure, variant local de suro) és un dolmen del terme comunal de Morellàs i les Illes, a la comarca del Vallespir, de la Catalunya del Nord.
És a la zona central - occidental del terme comunal esmentat, en el vessant oriental del Pic de Miralles. Es troba en una cresta que separa les petites valls del Còrrec de la Siureda, al sud, i del Còrrec del Bruguer, al nord, a prop, al nord-est, de l'entreforc de dos camins de bosc, el que mena als Alts de Ceret i un de secundari.

## Història

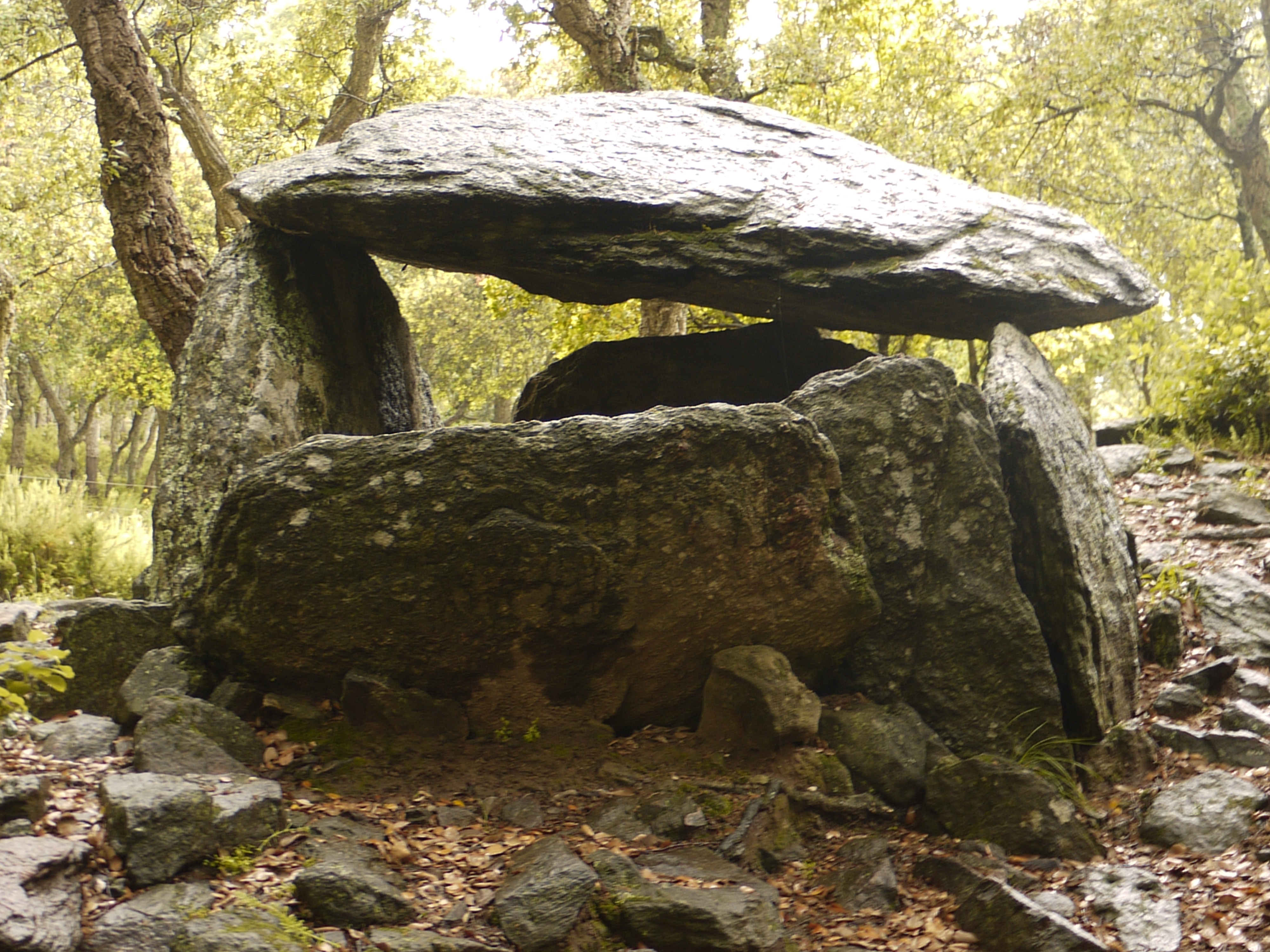
Vista lateral

Fou descobert pel ceretà Gilles Borrat el 1985, i fou de seguida reportat a la premsa; fou el primer dolmen vallespirenc donat a conèixer. Al llarg dels anys 1985 i 1986 s'hi feren excavacions i treballs d'acondicionament i millora de l'entorn.

## Característiques
El dolmen es va bastir a la fi del III mil·lenni abans de Crist per mor d'usar-se com a sepultura col·lectiva. Posseeix un sistema peculiar que permetia que es pogués obrir per tal de deixar-hi els cossos dels difunts. El seu pla i la seva orientació cap al sud-est són usuals pel que fa als dòlmens nord-catalans. Es va utilitzar moltes vegades antigament. És un dolmen de cambra quasi quadrada (1,70 per 1,60) oberta al sud-est. La llosa del sud-oest és la més gran (2,15 x 1,45 x 0,45); la del nord-est fa 2 x 1,15 x 0,30; la del nord-oest, 1,55 x 1,1 x 0,2. Al sud-est hi ha tres lloses, una de 0,75 x 1,05, la segona, 1,05 x 0,5 i la tercera, 0,65 x 0,60. Una quarta llosa del conjunt roman caiguda enfora. La llosa de cobertura fa 2,35 per 1,35. Totes les lloses són de gneiss local. L'envolta un túmul també fet de gneiss local.
Al fons de la cambra fou trobada nombrosa ceràmica.